# Poljanka
Poljanka (in russo:Полянка) è una stazione della metropolitana di Mosca situata sulla Linea Serpuchovsko-Timirjazevskaja, la linea 9 della Metropolitana di Mosca. È stata inaugurata il 23 gennaio 1986.